# Lo Fau de Peire
Lo Fau de Peire (en francès Fau-de-Peyre) és un municipi francès situat al departament del Losera i a la regió d'Occitània.